# Litioforite
La litioforite è un minerale.

## Abito cristallino
Botrioidale,

## Origine e giacitura
Comune costituente del "Wad" nelle zone dei giacimenti idrotermali e depositi sedimentari di manganese ossidati.

## Forma in cui si presenta in natura
Massiva, dendritica, botrioidale, compatta o, più raramente, in fini pagliette o in cristalli dalla forma tabulare con perimetro esagonale.

## Proprietà chimico fisiche
- Peso molecolare: 141,92 grammomolecole[1]
- Densità di elettroni: 3,30 g/cm³[1]
- Indici quantici[1]:
  - Fermioni: 0,0013190004
  - Bosoni: 0,9986809996
- Indici di fotoelettricità[1]:
- PE: 10,31 barn/elettroni
- ρ: 33,98 barn/cm³
- Indici di radioattività: GRapi: 0 (il minerale non è radioattivo)[1]

## Località di ritrovamento
- In Europa[3]: A Schneeberg in Sassonia (Germania); Salm Chateau (Belgio); a Regensdorf (Austria); nella Slesia polacca; recentemente il minerale è stato scoperto anche nel marmo di Carrara;
- In America[3]: nelle Artillery Mountains in Arizona, nella White Oak Mountain nel Tennessee, a Charlottesville in Virginia (USA); nella Repubblica Dominicana;
- In Africa[3]: a Postmasburg (Sudafrica); nel Ghana.